# Arnoud Okken
Arnoud Okken (Países Bajos, 20 de abril de 1982) es un atleta neerlandés especializado en la prueba de 800 m, en la que consiguió ser campeón europeo en pista cubierta en 2007.

## Carrera deportiva
En el Campeonato Europeo de Atletismo en Pista Cubierta de 2007 ganó la medalla de oro en los 800 metros, con un tiempo de 1:47.92 segundos, por delante del español Miguel Quesada y el italiano Maurizio Bobbato.